# Parafia św. Wawrzyńca, diakona i męczennika w Kocierzewie Południowym
Parafia św. Wawrzyńca Diakona i Męczennika w Kocierzewie Południowym – rzymskokatolicka parafia  należąca do dekanatu Łowicz-Katedra w diecezji łowickiej.
Erygowana przed 1345.
Miejscowości należące do parafii: Jeziorko, Karnków, Kocierzew Kościelny, Kocierzew Północny, Kocierzew Południowy, Konstantynów, Lenartów, Lipnice, Osiek, Różyce, Różyce-Żurawieniec, Skowroda Południowa, Skowroda Północna, Wejsce i Wicie.